# Peliala munda
Peliala munda là một loài bướm đêm trong họ Erebidae.